# 建设街道 (株洲市)
建设街道，中华人民共和国湖南省株洲市芦淞区下属的一个街道，因辖区内建设路而得名。

## 建制沿革
- 1956年，析原中心区建宁分社置何家坳分社；
- 1968年，改置建设街道革命委员会；
- 1973年，更名建设街道办事处；
- 1997年，改属芦淞区。

## 行政区划
建设街道下辖7个社区：
- 学堂冲社区、公园社区、桥头社区、何家坳社区、沿河社区、操坪社区、钟鼓岭社区